# Beate Stelzer
Beate Stelzer (* 1971 in Neckarsulm) ist eine deutsche Astronomin und Hochschullehrerin.

## Leben
Nach ihrem Abitur 1990 studierte Stelzer an der Eberhard Karls Universität Tübingen und der University of Arizona Physik. Sie schloss ihr Studium 1997 mit dem Diplom in Physik ab. Von 1997 bis 1998 arbeitete sie als wissenschaftliche Assistentin am Institut für Astronomie und Astrophysik der Universität Tübingen (IAAT). Dann wechselte sie als Doktorandin an das Max-Planck-Institut für extraterrestrische Physik (MPE) in Garching bei München. 2001 promovierte sie dort mit einer Arbeit zum Thema Röntgenemission von jungen Sternen in Taurus-Auriga-Perseus bei Ralph Neuhäuser. In ihrer Doktorarbeit untersuchte sie die Sternentstehung mithilfe von Daten, die der Röntgensatellit ROSAT übermittelt hatte. ROSAT war am MPE entwickelt worden.
Von 2001 bis 2002 war Stelzer als Postdoc in Garching an der Forschung mithilfe des Weltraumteleskops XMM-Newton beteiligt. Von 2002 bis 2004 ging sie als Marie-Curie-Fellow an das Osservatorio astronomico di Palermo, eine Einrichtung des Istituto Nazionale di Astrofisica (INAF). Von 2004 bis 2005 arbeitete sie am Institut für Physik der Universität Palermo. Seit 2005 ist sie am Osservatorio astronomico di Palermo als Forscherin beschäftigt. 2017 folgte sie einem Ruf an die mathematisch-naturwissenschaftliche Fakultät der Universität Tübingen, wo sie die Arbeitsgruppe für weltraumgestützte beobachtungsnahe Astrophysik leitet.

## Forschung und Lehre
Stelzer forscht auf dem Gebieten der Sternentstehung und -entwicklung, der jungen stellaren Objekte, der Sterne mit geringen Massen, der Braunen Zwerge, der Weißen Zwerge in Doppelsternsystemen. Sie untersucht die magnetische Aktivität von kühlen Sternen, die Rotation, die Akkretion, die von Sternen ausgesendete Röntgenstrahlung und Jets. Für ihre Forschungen verwendet sie sowohl die Daten von erdgebundenen Teleskopen als auch von Weltraumteleskopen.
Stelzer war Antragstellerin für mehrere von der Deutschen Forschungsgemeinschaft (DFG) geförderte Projekte, darunter
- 2018–2021: Variabilität von Akkretion, Massenausfluss und Stern-Scheiben-Wechselwirkung in jungen Sternen
- seit 2021: Die Entwicklung von Kataklysmischen Variablen und ihr Beitrag zur Galactic ridge-Röntgenemission
- seit 2021: Ein neues Fenster zur magnetischen Aktivität auf Ultrakühlen Zwergen: eROSITA in Synergie mit Multiwellenlaengenbeobachtungen
- seit 2021: YTTHACA: Koordinierte Analyse von jungen Sternen aus den ULLYSES und PENELLOPE Programmen durch Tübingen, Tautenburg, Hamburg & ESO[5]

Stelzer hat mehr als 100 Publikationen verfasst. Ihr h-Index liegt bei 38.

## Gastaufenthalte
Stelzer hielt sich als Gastforscherin an mehreren internationalen Einrichtungen auf, darunter
- 2005: an der Europäischen Südsternwarte (ESO) in Chile
- 2006: an der University of Toronto, Kanada
- 2007, 2011, 2012: am Laboratorio de Astrofisica Espacial y Fisica Fundamental (LAEFF) in Villafranca del Castillo, Spanien.[1]

## Vorlesungen, Lehrtätigkeit
Stelzer hält Vorlesungen und Seminare über Astronomie, Astro- und Teilchenphysik, Habitable Zone, stellare Ökosysteme, planetare Atmosphäre, hochenergetische Prozesse in jungen Sternen und Braunen Zwergen, Exoplaneten und magnetische Aktivitäten von Sternen und Planeten.

## Veröffentlichungen (Auswahl)
- Mit D. Muñoz-Giraldo, D. De Martino, Axel D. Schwope: New X-ray detections of magnetic period-bounce cataclysmic variables from XMM-Newton and SRG/eROSITA, 2023, Astronomy and Astrophysics, 676, A7 online
- Mit Jeremy J. Drake: Stellar Coronae in Handbook of X-ray and Gamma-ray Astrophysics, 2023, ISBN 978-981-16-4544-0
- X-ray emission as a probe of accretion in white dwarf / L dwarf binarie, 2021, XMM-Newton Proposal
- X-ray variability of cool stars: Magnetic activity and accretion, 2017, AN 338, 195
- Variability of young stellar objects: Accretion, disks, outflows, and magnetic activity, 2015, AN 336, 493
- Mit Kirpal Nandra, Axel D. Schwope und anderen: The Hot and Energetic Universe: A White Paper presenting the science theme motivating the Athena+ mission, 2013 online
- Mit Alexander Scholz, Ray Jayawardhana: Emission Line Variability of the Accreting Young Brown Dwarf 2MASSW J1207334-393254: From Hours to Years, 2007, The Astrophysical Journal, Volume 671, Issue 1 online
- Quiescent X-ray emission from an evolved brown dwarf?, 2004, ApJ 615, L153
- Mit Ralph Neuhäuser: X-ray Emission from Old and Intermediate Age Brown Dwarfs, 2003, Brown Dwarfs, Proceedings of IAU Symposium #211, held 20-24 May 2002 at University of Hawaii, Honolulu, Hawaii online

## Online-Vorträge (Auswahl)
- Die heißen Atmosphären der kühlen Sterne - Beate Stelzer bei #FasziAstroOnline auf YouTube, 26. Juli 2022, abgerufen am 17. Dezember 2023.
- Beate Stelzer: Probing the active lives of stars with space missions auf YouTube, 8. Juni 2022, abgerufen am 17. Dezember 2023.